# 石崎なおこ
石崎 なおこ（いしざき なおこ、1986年 - ）は、日本の絵本作家、イラストレーター。

## 略歴
茨城県ひたちなか市出身。北海道大学文学部哲学・文化学コースを卒業後、出版社に勤務し児童書の編集に携わる。その後独立し、2014年7月『いちごパフェエレベーター』で絵本作家としてデビューした。
果物をはじめとした食べ物や乗り物・動物等を擬人化したキャラクターを登場させることが多く、アクリル絵の具を用いたカラフルでポップな画風が特徴的である。
処女作を含めこれまでに5冊の絵本を発表している。絵本制作のほか、絵本の読み聞かせ会や親子を対象としたワークショップも行っている。

## 著作
- 『いちごパフェエレベーター』教育画劇、2014年07月
- 『ハンバーガーバス』教育画劇、2015年02月
- 『ものすごくながいちょんまげのとのさまとものすごくながいおひげのおうさま』教育画劇、2015年09月
- 『おしゃれコーディネーター』教育画劇、2016年03月
- 『ふりかけヘリコプター』教育画劇、2017年10月